# Карнап, Рудольф
Пауль Рудольф Ка́рнап (нем. Paul Rudolf Carnap; 18 мая 1891 года, Вупперталь, Германия — 16 сентября 1970 года, Санта-Мария, Калифорния) — немецко-американский философ и логик, ведущий представитель логического позитивизма в философии науки. Член Национальной академии наук США. Членкор Британской академии (1955).

## Биография
Родился 18 мая 1891 года в Ронсдорфе (Вупперталь) в глубоко верующей протестантской семье. Его отец Иоганн Карнап происходил из семьи бедных ткачей, но впоследствии стал процветающим и уважаемым владельцем лентообрабатывающего завода. Мать Рудольфа Анна Карнап (урожд. Дёрпфельд) была учителем и происходила из академической среды: её отец Фридрих Вильгельм Дёрпфельд был знаменитым немецким педагогом, а брат Вильгельм Дёрпфельд — архитектором и археологом. Несмотря на то, что семья Карнапа была глубоко верующими протестантами, они придерживались достаточно толерантных взглядов. Сам Рудольф Карнап впоследствии стал атеистом. В десятилетнем возрасте Карнап отправился в экспедицию в Грецию со своим дядей, известным археологом. У Рудольфа была одна сестра, чьё имя не упоминается. У матери Карнапа было разрешение на обучение детей дома, но занятия проводились не больше часа в день.
В 1898 году, когда Рудольфу было 7 лет, его отец умирает. Впоследствии его семья переезжает в Бармен, сегодня также район Вупперталя, где Карнап начинает посещать гимназию. Начиная с 1910 года, в течение четырёх лет, он изучает математику, философию и физику в Фрайбургском университете и в университете Йены. Он изучает «Критику чистого разума» Иммануила Канта во время посещения курса, проводимого немецким философом, представителем неокантианства, Бруно Баухом. Участвовал в молодежных движениях, таких как «Serakreis» и Академическая ассоциация Йены. Также Карнап был одним из студентов, кто посещал лекции по математической логике Готлоба Фреге, широко признанного, как самый выдающийся логик своего времени. Он посещал его курсы в 1910, 1913 и 1914 годах. Однако на тот момент Карнапа больше интересовала физика, поэтому к 1913 году он собирался написать диссертацию по термоэлектронной эмиссии. Однако его исследования были прерваны началом Первой мировой войны. Несмотря на то, что Карнап по моральным и политическим причинам был против войны, он чувствовал себя обязанным служить в немецкой армии. После трёх лет службы Карнап получил разрешение на изучение физики в Берлинском университете, где в 1917—1918 начинал преподавать Альберт Эйнштейн. В 1919 году Карнап вновь заинтересовался философией и почти сразу же столкнулся в работами Бертрана Рассела. Затем Карнап пишет диссертацию в Йенском университете, определяющую аксиоматическую теорию пространства и времени. Отделение физики сказало, что работа слишком философская, тогда как Бруно Баух из отделения философии утверждал, что это чистая физика. Позже Карнап написал другую диссертацию в 1921 году под руководством Бауха по теории пространства в более ортодоксальном кантианском стиле, где он делает четкие различия между формальными, физическими, перцептивными пространствами. В течение нескольких лет он писал статьи о пространстве, времени, причинности и начал работу над учебником по символической логике.
На конференции в Эрлангене в 1923 году Карнап знакомится с Хансом Райхенбахом, который впоследствии представляет его Морицу Шлику. Именно Шлик приглашает Карнапа в Венский университет, в котором с 1926 года Рудольф Карнап начинает преподавать. Наряду с Морисом Шликом становится активным членом Венского кружка, разрабатывает идеи логического эмпиризма и в 1929 году вместе с другими членами кружка пишет манифест. С 1931 года начинает преподавать немецкий язык в Пражском университете.
В 1935 году эмигрирует в Соединенные Штаты из-за своих социалистических и пацифистских убеждений, где преподаёт философию в Чикагском университете до 1952 года и в Калифорнийском университете с 1954 года. В 1952 году получил стипендию Гуггенхайма в области философии. В общественной жизни США выступал как решительный противник расовой дискриминации и военных действий США во Вьетнаме.
В возрасте 14 лет Рудольф Карнап выучил эсперанто и до конца жизни относился к нему большой симпатией. Позже он участвовал во Всемирном конгрессе эсперанто в 1908 и 1922 годах и практиковал этот язык во время поездок по Европе.
У него было четверо детей от первого брака с Элизабет Шёндубе (Elizabeth Schöndube), закончившегося разводом в 1929 году. Второй раз он женился в 1933 году на Элизабет Ине Штёгер (Elizabeth Ina Stöger), с которой прожил до её смерти. Ина покончила жизнь самоубийством в 1964 году.
Рудольф Карнап умер 16 сентября 1970 года в возрасте 79 лет.

## Философия
Опираясь на Витгенштейна и Рассела, Карнап считает предметом философии науки анализ структуры естественнонаучного знания с целью уточнения основных понятий науки с помощью аппарата математической логики.
В творчестве Карнапа выделяются три этапа. В первый период он выдвигает ряд радикальных неопозитивистских концепций (физикализм и др.) и отрицает мировоззренческий характер философии. Во второй период Карнап выдвигает тезис о том, что логика науки есть анализ чисто синтаксических связей между предложениями, понятиями и теориями, отрицая возможность научного обсуждения вопросов, касающихся природы реальных объектов и их отношения к предложениям языка науки. Карнап развивает теорию логического синтаксиса, строит язык расширенного исчисления предикатов с равенством  и с правилом бесконечной индукции как аппарат для логического анализа языка науки. В третий период (после 1936) Карнап, занимаясь построением «унифицированного языка науки», приходит к выводу о недостаточности чисто синтаксического подхода и о необходимости учитывать и семантику, то есть отношение между языком и описываемой им областью предметов. На основе своей семантической теории Карнап строит индуктивную логику как вероятностную логику, развивает формализованную теорию индуктивных выводов (в частности, выводов по аналогии), разрабатывает теорию семантической информации.
Автор работ по семантической интерпретации и квантификации модальной логики. Ряд результатов, полученных Карнапом, был использован в исследованиях по кибернетике (работы Мак-Каллока — Питтса). В последние годы Карнап более решительно высказывался в пользу существования «ненаблюдаемых материальных объектов» как основы для построения логических систем.

## Работы

#### «Преодоление метафизики логическим анализом языка»
В 1931 году Рудольф Карнап публикует статью «Преодоление метафизики логическим анализом языка» (Überwindung der Metaphysik durch logische Analyse der Sprache), в которой скептически относится к целям и методам метафизики, то есть в целом к традиционной философии, которая имеет своё начало в мистических и религиозных учениях. Его задачей в статье становится доказательство бессмысленности предложений метафизики путём логического анализа языка.
В первой части текста («Введение») Карнап ставит проблему: метафизика бессмысленна, так как состоит из псевдопредложений, в которых либо слова не имеют значения, либо само построение предложения ошибочно. Карнап утверждает, что вся метафизика состоит из таких предложений.
Во второй части («Значение слова») Карнап формулирует критерии, согласно которым слово имеет или не имеет значение. Вначале он вводит термин “псевдопонятия”: «Если слово (в определённом языке) имеет значение, то обыкновенно говорят, что оно означает “понятие”; но если только кажется, что слово имеет значение, в то время как в действительности оно им не обладает, то мы говорим о “псевдопонятии”». Псевдопонятия возникают, когда слово, изначально имевшее значение, с ходом истории теряет его, не получив нового. Далее исследуется способ, которым можно логически найти смысл слова: это сведение к другим словам или первичным («протокольным») предложениям. На примере слова «бебик» Карнап определяет, что если у слова нет эмпирических характеристик, или его значение не может быть определено человеческим рассудком, то оно бессмысленно. Ассоциации и чувства, возникающие при слове «бебик», не могут входить в значение. Следовательно, предложения, в которых встречаются слова вроде «бебика», не имеющие смысла, оказываются псевдопредложениями. При этом если у слова «бебик» всё же есть критерий, то есть оно сводимо к эмпирической характеристике, протокольному предложению (его можно верифицировать), то оно имеет только это значение, и мы не вправе своевольно переопределять его.
В третьей части («Метафизические слова без значения») Карнап объясняет, почему слова, используемые в философии, являются мнимыми. На примере метафизического термина «принцип» (например, «принцип мира») он показывает, что метафизическое слово не обладает эмпирическими признаками. Например, “х есть принцип у” означает “У происходит из Х”, но «Слово “происходит” не имеет-де здесь значения условно-временной связи, которое ему присуще обычно». Поскольку других критериев для значения слова не указано, оно не имеет смысла. Если отследить значение слова “принципиум” (возвращаясь к ч. 2), можно увидеть, что оно действительно потеряло свое первоначальное значение как первого во времени, но другого осмысленного понятия не приобрело, а стало использоваться в метафизике. Сама метафизика не стремится подчиняться эмпирическим описаниям и связям, которые господствуют в физике. Другим примером такого слова является слово «Бог». Оно может быть схвачено эмпирически (как «телесное существо, восседающее на Олимпе» или «духовно-душевное существо, которое хотя и не имеет тела, подобного человеческому, тем не менее как-то проявляет себя в вещах и процессах видимого мира»), но в метафизике Бог предстаёт сверхэмпирическим существом. При попытке составить элементарное предложение «x есть Бог» метафизик подставляет такие же бессмысленные слова, как “первопричина”, “абсолют”, “сущность” и т.д., которые не схватываемы эмпирически и не могут быть проверены на истинность или ложность.
В четвертой части («Смысл предложения») Карнап рассматривает второй вид псевдопредложений, а именно предложения, состоящие из слов, имеющих значение, но соединённых таким образом, что вместе они не несут никакого смысла. Одни псевдопредложения могут иметь ошибку в синтаксисе: например, в предложении «Цезарь есть и» союз не может стоять там, где ожидается предикат. Другие псевдопредложения составлены по правилам синтаксиса, однако тоже бессмысленны: «Цезарь есть простое число» - свойство чисел (“быть простым числом”) не может быть применено к человеку. Это предложение ничего не высказывает и потому является псевдопредложением. По Карнапу, такие ошибки при идеальном грамматическом синтаксисе возможны, так как грамматический синтаксис не равен логическому синтаксису, и слова в языке не поделены на категории (“простое число” отдельно от категории описания человека). Делается вывод, что «в логически правильно построенном языке метафизика была бы вообще невыразима».
В пятой части («Метафизические псевдопредложения») следует разбор конкретных примеров из философии. Рассматривается фрагмент из статьи М. Хайдеггера «Что такое метафизика?». По Карнапу, предложения Хайдеггера о Ничто бессмысленны, т.к. Ничто берётся как объект, а не как отрицание существования, и из Ничто составляется глагол “ничтожить”, тоже не имеющий соответствия в эмпирическом мире. «…Перед нами редкий случай, когда вводится новое слово, которое с самого начала не имеет значения». При этом вновь подтверждается, что метафизика (в данном случае Хайдеггер) настроена против логики и науки. Карнап также отражает аргумент о том, что метафизика предполагает нечто, не поддающееся разуму людей, некое “высшее знание”: такое знание не может быть верифицировано, то есть понято, а значит, непредставимое не имело бы смысла. «Наше познание может быть расширено только количественно (знание же принципиально другого рода получить нельзя)».
В шестой части («Бессмысленность всей метафизики») Карнап выводит нарушения логики из остальных кругов метафизики и приходит к заключению, что вся метафизика бессмысленна, так как в ней нет ни одного эмпирически подтвержденного предложения. Он обращает внимание на слово «быть», которое используется двусмысленно (и как связка, и как значение существования, что можно увидеть в “cogito, ergo sum” Декарта). Из «я мыслю» логически следует не «я существую», а «существует нечто мыслящее»: существование может быть высказано в связи с предикатом, а не в связи с субъектом. Другие логические ошибки связаны с “путаницей областей [применения] понятий”: в ч. 4 рассматривалось псевдопредложение «Цезарь есть простое число», в котором имя человека и число относятся к разным областям. По Карнапу, они тоже встречаются в метафизике, особенно у Гегеля и Хайдеггера: например, определения, которые должны были относиться к предметам, вместо этого касаются отношения предметов к “бытию”. То же самое касается всей остальной метафизики: её предложения не является осмысленными: ни тавтологиями (ничего не сообщают о действительности, но являются инструментарием для суждений о действительности), ни противоречиями тавтологий (ложны по своей форме), ни опытными предложениями (сводимы к протокольным предложениям и могут быть истинными или ложными). Метафизика не стремится подвести свои предложения под критерий: она пытается говорить о том, что превосходит человеческий опыт, то есть не относится к эмпирическому миру. Под критику Карнапа попадают и этика и эстетика как дисциплины, чьи ценностные суждения не могут быть верифицированы.
Карнап предлагает следующую программу развития философии: «не предложения, не теория, не система, а только метод логического анализа». Философия должна исключать бессмысленные слова и предложения и пояснять осмысленные.
В седьмой и последней части текста («Метафизика как выражение чувства жизни») Карнап утверждает, что метафизика нужна не для представления знания, а для выражения чувства жизни. Она претендует на теоретическое содержание, однако, как было показано в предыдущих частях, состоит из ничего не значащих предложений, и потому не может описывать истинное или ложное положение вещей. Карнап сравнивает метафизиков с людьми искусства, называя их «музыкантами без музыкальных способностей».  

## Сочинения
- 1922. Der Raum: Ein Beitrag zur Wissenschaftslehre, Kant-Studien, Ergänzungshefte, no. 56. His Ph.D. thesis.
- 1926. Physikalische Begriffsbildung. Karlsruhe: Braun.
- 1928. Scheinprobleme in der Philosophie (Pseudoproblems of Philosophy). Berlin: Weltkreis-Verlag.
- 1928. Der Logische Aufbau der Welt. Leipzig: Felix Meiner Verlag. English translation by Rolf A. George, 1967. The Logical Structure of the World: Pseudoproblems in Philosophy. University of California Press.
- 1929. Abriss der Logistik, mit besonderer Berücksichtigung der Relationstheorie und ihrer Anwendungen. Springer.
- 1934. Logische Syntax der Sprache. English translation 1937, The Logical Syntax of Language. Kegan Paul.
- 1931. Überwindung der Metaphysik durch logische Analyse der Sprache, in Zs. Erkenntnis, 2. Berlin S. 219—241
- 1996 (1935). Philosophy and Logical Syntax. Bristol UK: Thoemmes. Excerpt.
- 1939, Foundations of Logic and Mathematics in International Encyclopedia of Unified Science, Vol. I, no. 3. University of Chicago Press.
- 1942. Introduction to Semantics. Harvard University Press.
- 1943. Formalization of Logic. Harvard University Press.
- 1956 (1947). Meaning and Necessity: a Study in Semantics and Modal Logic. University of Chicago Press.
- 1950. Logical Foundations of Probability. University of Chicago Press. Pp. 3-15 online.
- 1950. «Empiricism, Semantics, Ontology Архивная копия от 21 сентября 2010 на Wayback Machine», Revue Internationale de Philosophie 4: 20-40.
- 1952. The Continuum of Inductive Methods. University of Chicago Press.
- 1958. Introduction to Symbolic Logic with Applications. Dover.
- 1963, «Intellectual Autobiography» in Schilpp (1963: 1-84).
- 1966. Philosophical Foundations of Physics. Martin Gardner, ed. Basic Books. Online excerpt. Архивная копия от 15 августа 2009 на Wayback Machine
- 1971. Studies in inductive logic and probability, Vol. 1. University of California Press.
- 1977. Two essays on entropy. Shimony, Abner, ed. University of California Press.
- 1980. Studies in inductive logic and probability, Vol. 2. Jeffrey, R. C., ed. University of California Press.

В русском переводе
- Карнап, Р. Значение и необходимость. М.,1959.
- Карнап, Р. Философские основания физики. Введение в философию науки Архивная копия от 3 мая 2011 на Wayback Machine. М.: Прогресс, 1971. — 390 с.
- Карнап, Р. Значение и необходимость: Исследование по семантике и модальной логике / Пер. с англ. Н. В. Воробьева. — Биробиджан: Тривиум, 2000.
- Карнап, Р. Значение и необходимость. Исследование по семантике и модальной логике. М.: ЛКИ, 2007.
  - Карнап Р. Эмпиризм, семантика и онтология Архивная копия от 14 октября 2008 на Wayback Machine — отрывок из книги «Значение и необходимость».
- Карнап Р. Преодоление метафизики логическим анализом языка Архивная копия от 14 октября 2008 на Wayback Machine / Пер. А. В. Кезина // Вестник Московского университета Серия 7. Философия. — № 6. — 1993.
- Карнап, Р.; Ган, Г.; Нейрат, О. Научное миропонимание — Венский кружок Архивная копия от 17 января 2017 на Wayback Machine / Пер. Я. Шрамко // Логос. — 2005. — № 2. — С. 13—27.